# 10316 Williamturner
10316 Williamturner è un asteroide della fascia principale. Scoperto nel 1990, presenta un'orbita caratterizzata da un semiasse maggiore pari a 3,1486480 UA e da un'eccentricità di 0,1571168, inclinata di 5,68930° rispetto all'eclittica.
L'asteroide è dedicato a William Turner, considerato il padre della botanica inglese.